# نیما ثقفی
نیما ثقفی (زادهٔ ۲۴ ژانویهٔ ۱۹۹۰) داور فوتبال اهل ایالات متحده آمریکا که در لیگ برتر فوتبال ایالات متحده آمریکا قضاوت می‌کند.
وی نخستین قضاوت رسمی خود در لیگ برتر را در تاریخ ۲۰ مارس ۲۰۱۶ میان دو تیم فیلادلفیا یونیون و نیوانگلند رولوشن انجام داد.